# Benji Madden
Benjamin "Benji" Levi Madden (11 de març de 1979, Waldorf, Maryland) és el primer guitarrista del grup punk Good Charlotte. El seu germà bessó, Joel Madden, és el cantant del grup que de vegades també toca la guitarra.